# Pizzo di Porcaresc
Pizzo di Porcaresc är en bergstopp i Schweiz.   Den ligger i kantonen Ticino, i den södra delen av landet, 110 km sydost om huvudstaden Bern. Toppen på Pizzo di Porcaresc är 2 467 meter över havet, eller 92 meter över den omgivande terrängen. Bredden vid basen är 0,27 km.
Terrängen runt Pizzo di Porcaresc är huvudsakligen bergig, men den allra närmaste omgivningen är kuperad. Runt Pizzo di Porcaresc är det ganska glesbefolkat, med 29 invånare per kvadratkilometer.. Närmaste större samhälle är Cevio, 13,2 km nordost om Pizzo di Porcaresc. 
I omgivningarna runt Pizzo di Porcaresc växer i huvudsak blandskog.